# Низкона
Низкона — река на полуострове Камчатка. Протекает по территории Быстринского района Камчатского края России.
Длина реки — 82 км, площадь водосборного бассейна — 318 км². Берёт исток у подножия сопки Тваян. В среднем и нижнем течении протекает по заболоченной равнине, русло здесь сильно меандрирует. Впадает в Ичу справа на расстоянии 9 км от её устья.
Притоки (от истока): Сырой, Петровский, Болотный, Вязкая.
Гидроним имеет предположительно ительменское происхождение, его точное значение не установлено.
По данным государственного водного реестра России относится к Анадыро-Колымскому бассейновому округу.